# École Père-Marquette
L'École secondaire Père-Marquette est une école secondaire publique francophone mixte offrant les niveaux de 1re à 5e secondaire située dans le quartier de La Petite-Patrie dans l’arrondissement de Rosemont-La Petite-Patrie à Montréal. Elle relève du Centre de services scolaire de Montréal.

## Nom
L'école, située sur la rue Marquette, doit son nom au Père Jacques Marquette, qui est né à Laon (France) le 1er juin 1637 et qui est une figure de l'histoire de la Nouvelle-France.

## Description
En 2019, l'école secondaire Père-Marquette dénombre 1 310 élèves et 91 membres du personnel enseignant. Elle comporte un complexe sportif comptant quatre gymnases, une piscine, un aréna, une palestre en plus de terrains extérieurs (baseball, basketball, soccer et parc pour planche à roulette). Les équipes sportives se nomment les Phénix.

## Histoire
En 1995, l'école secondaire Père-Marquette devient la première école verte Brundtland au Québec. Parmi les formations particulières offertes par l'école, on compte les arts médiatiques (arts plastiques et informatique) de 1ère à 3e secondaire, et le cinéma numérique de 4e à 5e secondaire . Afin de participer à contrer une réputation difficile prenant son origine dans les contestations étudiantes des années 1970, le port de l'uniforme par les élèves est institué en 2006, une pratique peu commune dans les écoles publiques québécoises. La première année d'école en septembre 1970 s'amorce difficilement avec une grève des étudiants manifestant pour le port du  jeans et aussi le droit de fumer à l'intérieur de l'école, ce qui leur aient été accordés après plus ou moins deux semaines de grève.*12
Le 21 décembre 2006, l'école secondaire Père-Marquette est ravagée par un incendie ayant pris naissance dans le secteur de l'enseignement professionnel. Malgré la présence de 40 personnes sur les lieux, il n'y a pas de blessés; les cours réguliers et les examens étaient terminés,.
Au retour des Fêtes, les élèves sont intégrés à l'école secondaire Georges-Vanier et partagent les lieux selon un horaire intensif tournant avec les élèves de l'établissement, tout en conservant leurs propres cours et enseignants, ce qui implique bien des ajustements de part et d'autre,. L'intégration se fait cependant sans heurt majeur et apparaît comme un exemple réussi à l'échelle de la province lorsque celle-ci prend fin après la reconstruction de l'école secondaire Père-Marquette en septembre 2008,. Les efforts des intervenants seront récompensés : les élus des différents paliers de gouvernement rendront hommage au directeur de l'école secondaire Georges-Vanier, Marc Prescott, pour l'organisation de l'accueil des élèves de Père-Marquette, et le directeur de Père-Marquette, Louis Bienvenue, recevra la médaille de l'Assemblée nationale du Québec.

## Programmes offerts

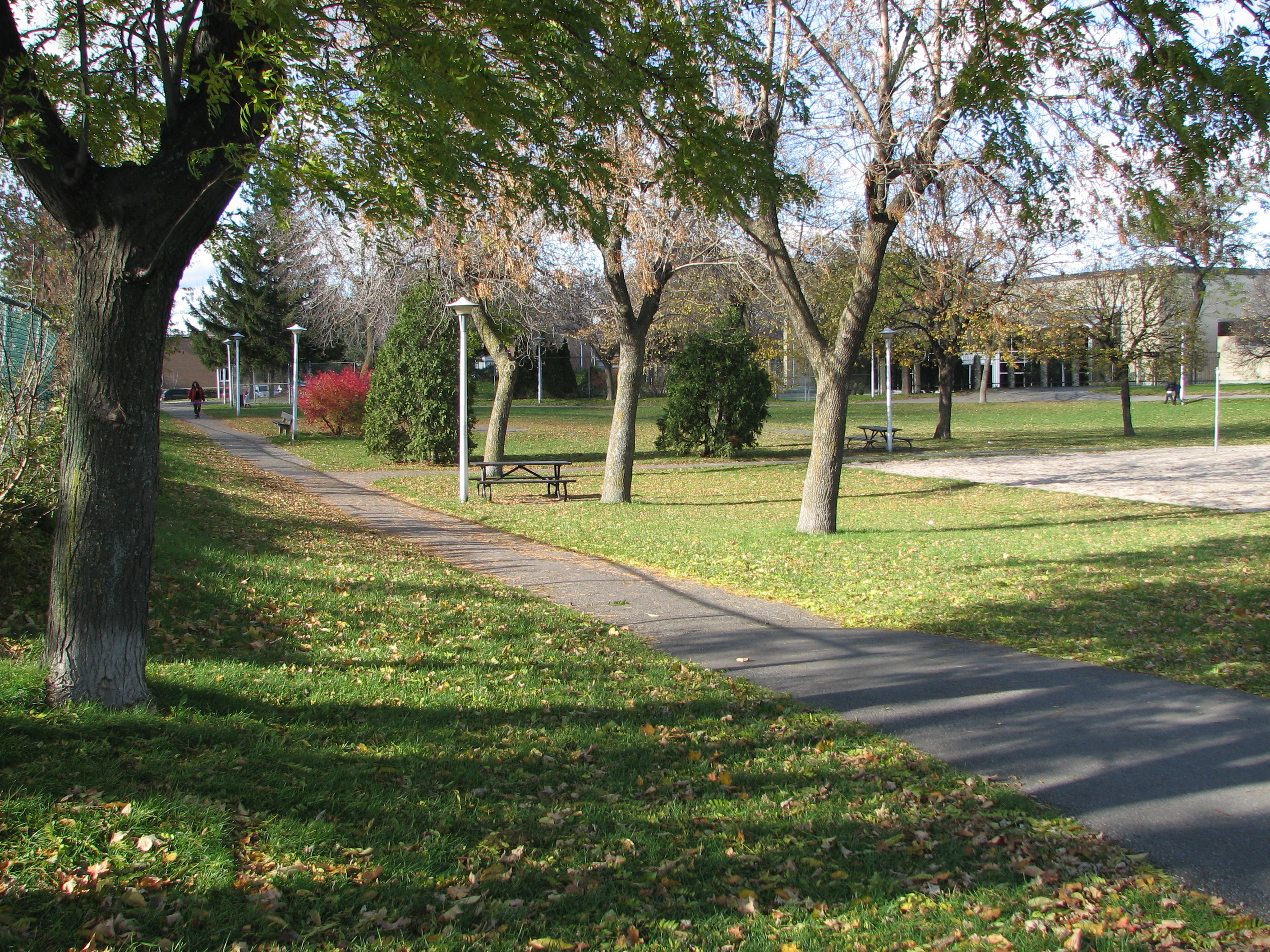
Vue du parc Père-Marquette

En plus du programme régulier et du programme d’éducation intermédiaire, l'école secondaire Père-Marquette offre depuis 2001 à ses élèves de 3e et de 4e secondaire le programme Classes Affaires, mis sur pied par l'organisme Montréal Relève. Classes Affaires est un programme de stage d'exploration de carrières qui permet annuellement à plus de 1 000 jeunes Montréalais de compléter un stage d'immersion en milieu professionnel pendant la période estivale. Lors de l'édition 2013-2014 du programme Classes Affaires, 25 élèves de l'école secondaire Père-Marquette ont complété un stage avec succès dans l'un des 19 secteurs d'activité couverts par l'organisme.